# (447178) 2005 RO43
(447178) 2005 RO43, também escrito como (447178) 2005 RO43, é um corpo celeste que é classificado como um centauro, numa classificação estendida de centauros. Ele possui uma magnitude absoluta de 7,3 e tem um diâmetro estimado de cerca de 197 km.

## Descoberta
(447178) 2005 RO43 foi descoberto no dia 3 de setembro de 2005 pelos astrônomos A. C. Becker, A. W. Puckett e J. Kubica.

## Órbita
A órbita de (447178) 2005 RO43 tem uma excentricidade de 0,521 e possui um semieixo maior de 28,948 UA. O seu periélio leva o mesmo a uma distância de 13,857 UA em relação ao Sol e seu afélio a 44,040 UA.